# ペッツァーナ
ペッツァーナ（伊: Pezzana）は、イタリア共和国ピエモンテ州ヴェルチェッリ県にある、人口約1,300人の基礎自治体（コムーネ）。

## 地理

### 位置・広がり
| 隣接するコムーネは以下の通り。括弧内のPVはパヴィーア県所属を示す。 - アジリアーノ・ヴェルチェッレーゼ - カレザーナ - パレストロ (PV) - プラローロ - ロザスコ (PV) - ストロッピアーナ |